# Jilin
För staden med samma namn, se Jilin (stad).
Jilin (fil), tidigare känt som Kirin (kinesiska: 吉林; pinyin: Jílín), är en provins i nordöstra Kina som gränsar till Nordkorea. Den har en yta på 191 038 km² och totalt 27 462 297 invånare (2010). Provinshuvudstad är Changchun.

## Geografi
Jilin gränsar i norr till Heilongjiang-provinsen i söder har provinsen en lång gräns mot Nordkorea, som markeras av Yalu och Tumen-floderna. I väster gränsar Jilin mot Inre Mongoliet och i öster har provinsen en kort gräns mot Ryssland där Ussuri-floden utgör naturlig gräns. Jilin har sitt högsta läge mot havet i sina sydöstra delar, där berget Changbaishan är beläget.
Provinsen är bördig och väl lämpad för åkerbruk och är känd för sina rika tillgångar av medicinalväxter. Jilin har stora reserver av olja, gas, kol, järnmalm, nickel, molybden, talk, grafit, gips, cement, guld och silver. Dess reserver på oljeskiffer är de största i landet.

## Administrativ indelning
Provinsen Jilin är indelad i åtta städer på prefekturnivå och en autonom prefektur:
| Karta | Karta                  | Karta            | Karta                        | Karta                  | Karta                 | Karta | Karta |
| ----- | ---------------------- | ---------------- | ---------------------------- | ---------------------- | --------------------- | ----- | ----- |
|       |                        |                  |                              |                        |                       |       |       |
| Nr    | Namn                   | Kinesiska        | Pinyin                       | Administrativt centrum | Typ                   |       |       |
| 1     | Changchun              | 长春市           | Chángchūn shì                | Chaoyang               | Subprovinsiell stad   |       |       |
| 2     | Baicheng               | 白城市           | Báichéng shì                 | Taobei                 | Stad på prefekturnivå |       |       |
| 3     | Baishan                | 白山市           | Báishān shì                  | Hunjiang               | Stad på prefekturnivå |       |       |
| 4     | Jilin                  | 吉林市           | Jílín shì                    | Chuanying              | Stad på prefekturnivå |       |       |
| 5     | Liaoyuan               | 辽源市           | Liáoyuán shì                 | Longshan               | Stad på prefekturnivå |       |       |
| 6     | Siping                 | 四平市           | Sìpíng shì                   | Tiexi                  | Stad på prefekturnivå |       |       |
| 7     | Songyuan               | 松原市           | Sōngyuán shì                 | Ningjiang              | Stad på prefekturnivå |       |       |
| 8     | Tonghua                | 通化市           | Tōnghuà shì                  | Dongchang              | Stad på prefekturnivå |       |       |
| 9     | Yanbian (för koreaner) | 延边朝鲜族自治州 | Yánbiān cháoxiǎnzú zìzhìzhōu | Yanji                  | Autonom prefektur     |       |       |

## Historia

Jilin-provinsens utbredning under Manchukuo och Republiken Kina.

Jilin hörde till de gamla kejsardömena Koguryo (37 f.Kr.–668) och Balhae (698–926) innan regionen införlivades i tur och ordning av Liaodynastin (907-1125), Jindynastin (1115–1234) och Yuandynastin (1271–1368).
Jilin är beläget i regionen Manchuriet, som är det manchuiska folkets ursprungsområde. Provinsens namn härrör från en kinesisk förkortning av det manchuiska uttrycket girin ula, vilket betyder "längs med floden", där "floden" syftar på Songhuajiang. Ända fram till 1800-talets andra hälft var invandringen av hankineser till Manchuriet starkt reglerad och Jilin styrdes av en militärguvernör (將軍) i Cicigar som var skild från den civila förvaltningen i det egentliga Kina. Under militärguvernören lydde ställföreträdande militärguvernörer (副都統) som residerade på följande ställen:
- Kirin;
- Ningguta;
- Bedune;
- Ilan hala;
- Alcuka.

Efter det att Qingdynastin avträtt en stor del av sina anspråk i Manchuriet till Ryska imperiet 1860 började Qingdynastin uppmuntra invandring av hankineser, som vid 1900-talets början utgjorde regionens befolkningsmajoritet. 1907 omvandlades Jilin till en vanlig provins med civil förvaltning och Jilin blev provinshuvudstad.
Mellan 1932 och 1945 tillhörde Jilin den japanska lydstaten Manchukuo. Efter det japanska nederlaget i andra världskriget införde nationalistregeringen i Chongqing en ny provinsindelning i Manchuriet, men denna fick liten betydelse eftersom Folkets befrielsearmé snabbt erövrade området under det kinesiska inbördeskriget 1946-49.
Efter 1949 förenade Folkrepubliken Kinas regering Jilin-provinsen med delar av andra provinser. 1955 blev Changchun provinshuvudstad.
Under kulturrevolutionen (1966-76) utökades Jilins territorium med Jirim och delar av Hinggan som båda lösgjorts från Inre Mongoliet, vilket innebar att provinsen fick en landgräns mot den sovjetiska satellitstaten Mongoliska Folkrepubliken. Efter kulturrevolutionens slut 1976 återställdes provinsgränserna.

## Politik
Den politiska makten i Jilin utövas officiellt av provinsens folkregering, som leds av den regionala folkkongressen och guvernören i provinsen. Dessutom finns det en regional politiskt rådgivande konferens, som motsvarar Kinesiska folkets politiskt rådgivande konferens och främst har ceremoniella funktioner. Provinsens guvernör april 2023 är Hu Yuting.
I praktiken utövar dock den regionala avdelningen av Kinas kommunistiska parti den avgörande makten i Jilin och partisekreteraren i regionen har högre rang i partihierarkin än guvernören. Sedan november 2020 heter partisekreteraren Jing Junhai.

## Näringsliv
Jordbruksindustrin har länge varit av stor betydelse i Jilin och provinsen är också känd för sin pharmaceutiska industri som bygger på Jilins rika tillgångar på medicinalvälxter.
Sedan den japanska ockupationen 1933-45 har Liaoning haft en stor och tung industrisektor, vilket gjort provinsen till kärnan i det som kallas det manchuriska "rostbältet". Viktiga industrier är idag bilindustrin, petrokemisk industri och den kemiska industrin.